# 주아름
주아름(1995년 6월 16일~ )은 대한민국의 배우이다.

## 학력
- 서울구룡초등학교(졸업)
- 언남중학교(졸업)
- 언남고등학교(졸업)
- 중앙대학교 연극영화과(재학)

## 연기 활동

### 드라마
| 연도 | 방송         | 제목                     | 역할               | 비고          |
| ---- | ------------ | ------------------------ | ------------------ | ------------- |
| 1999 | KBS1         | 누나의 거울              |                    |               |
| 2001 | KBS1         | 매화연가                 | 강이               |               |
| 2003 | MBC          | 대장금                   | 어린 노창이        | 최자혜 아역   |
| 2003 | KBS2         | 나는 이혼하지 않는다     | 송민지             |               |
| 2005 | MBC          | 레인보우 로망스          |                    |               |
| 2005 | SBS          | 서동요                   | 맥도수 손녀        |               |
| 2008 | KBS2         | 대왕세종                 | 정소공주           |               |
| 2010 | KBS2         | 추노                     | 은실               |               |
| 2010 | KBS1         | 거상 김만덕              | 어린 오문선        | 박솔미 아역   |
| 2010 | EBS1         | 마주보며 웃어            | 윤서               |               |
| 2011 | MBC 에브리원 | 레알스쿨                 | 주다영             |               |
| 2011 | MBC          | 반짝반짝 빛나는          | 주혜린             |               |
| 2011 | MBC          | 하이킥! 짧은 다리의 역습 | 안종석 팬클럽 회장 |               |
| 2012 | MBC          | 신들의 만찬              | 소녀 송연우        | 서현진 아역   |
| 2012 | 슈퍼액션     | 홀리랜드                 | 전상미             |               |
| 2012 | MBC          | 못난이 송편              | 김예빈             |               |
| 2013 | JTBC         | 무자식 상팔자            | 미혼모             |               |
| 2014 | KBS2         | 감격시대: 투신의 탄생    | 어린 데쿠치 가야   | 임수향 아역   |
| 2014 | OCN          | 닥터 프로스트            | 박한솔             |               |
| 2015 | KBS2         | 복면검사                 | 어린 유민희        |               |
| 2015 | SBS          | 미세스 캅                | 장은영             |               |
| 2015 | KBS1         | 우리집 꿀단지            | 최지아             |               |
| 2016 | 네이버 TV    | 스파크                   | 원재경             |               |
| 2016 | 네이버 TV    | 마이 로맨틱 썸 레시피    | 안미녀             |               |
| 2020 | JTBC         | 우아한 친구들            | 남정해             | 송윤아 20대역 |
| 2021 | KBS1         | 속아도 꿈결              | 민가은             |               |

### 영화
- 《태극기 휘날리며》 (2004년) - 영자 역
- 《령》 (2004년) - 어린 수인 역
- 《아이들이 사는 성》 (2005년) - 샘이 역
- 《크로싱》 (2008년) - 미선 역
- 《그림자 살인》 (2009년) - 옥이 역
- 《백야행 - 하얀 어둠 속을 걷다》 (2009년) - 이지아 역 (손예진 아역)
- 《보민이》 (2010년) - 연희 역
- 《작별들》 (2011년) - 명희 역
- 《감》 (2011년) - 봄이 역
- 《멘토》 (2014년) - 정인 역
- 《소녀괴담》 (2014년) - 성희 역
- 《순정》 (2016년) - 길자 역
- 《데드 어게인》 (2017년) - 혜인 역
- 《궁합》 (2018년) - 여희 역
- 《동백》 (2021년) - 신운아 역
- 《소녀작가 입문기》 (2023년) - 지아 역

## 광고
- 1997년 잡지 모델로 시작해 베비라 모델 ,비유와상징, 농협 아름찬 김치, 데이콤 08217, 우리은행, 해태제과 베스트 원 아이스크림, 페브리즈, 한국통신, 맥도날드, LG 휘센에어컨, 대교, 하나은행, 삼환 아파트, 마몽드, 장인가구, 풍성건설, 아디다스, 톰키드, 원아동복, 블루독, 정상어학원, 소니 핸디캠, LG CNS, 메이크업 포에버, 간지(GanGee) 2013년 12월호 표지모델, CAMPUS JOB&JOY 제52호 표지모델, 간지(GanGee) 2014년 11월호, 센트리얼 휘트니스

## 뮤직비디오
- 이브 - 시간에 기대어 (2002년)
- JNC - But (2004년)
- 피아노 - And The Last Kiss (2004년)
- 태하 - 돌아와줘 (2011년)
- 울랄라 프레이즈 - 아버지(2015년)

## 뮤지컬
- 창작뮤지컬 - 가야의 혼 우륵(2005.12.18)
- 제10차 아시아 태평양 에이즈 대회(CAAP10) - 뮤지컬 퍼포머스 '블랙수트 뉴 걸'(2011.8.26)
- GUESS HOW MUCH I LOVE YOU 아빠! 사랑해요 [해설자 역] (2013년 4월 20일 ~ 2013년 8월 31일)

## 예능
- 생방송 톡!톡! 보니하니 (2011.08.29 ~ 2013.02.28)
- (중국)한위싱동타이 - 제주특집(2014.8.8)
- MBC 우리결혼했어요(2014.11.29)

## 수상 및 후보
| 연도 | 시상식       | 부문               | 작품                  | 결과 |
| ---- | ------------ | ------------------ | --------------------- | ---- |
| 2014 | KBS 연기대상 | 여자 청소년 연기상 | 감격시대: 투신의 탄생 | 후보 |